# Solomon P. Sharp
Solomon Porcius Sharp, född 22 augusti 1787, död 7 november 1825, var Attorney General i Kentucky, medlem i USA:s kongress och Kentucky General Assembly (Kentuckys lagstiftande församling). Han mördades morgonen den 7 november 1825 av Jereboam O. Beauchamp, något som i folkmun ofta benämns Beauchamp-Sharp-tragedin eller Kentuckytragedin.      
Sharp påbörjade sin politiska karriär när han representerade Warren County, Kentucky i Kentuckys representanthus. Han tjänstgjorde frivilligt i kriget 1812, men återvände snart till Kentucky. Han valdes till USA:s representanthus 1813. Han återvaldes för en andra mandatperiod, även om hans stöd för en kontroversiell proposition om lagstiftaren löner kostade honom hans plats 1816. Efter förberedelser och anpassning återvände han till Kentyckyparlamentet 1817. Han lämnade över platsen 1821 för att acceptera guvernör John Adairs utnämning av honom till Attorney General av Kentucky.
1818, gick rykten om att Sharp var far till ett dödfött oäkta barn. Det påstods att han hade fått barnet tillsammans med Anna Cooke. Sharp förnekade anklagelserna och de direkta politiska effekterna blev minimala. När detta drogs fram återigen 1825 vid Sharps valkampanj till General Assembly antas Sharp ha påstått att barnet var en mulatt och därmed inte kan ha varit hans. Huruvida Sharp verkligen uttalade sig, eller om det var ett rykte bland hans politiska motståndare är oklart. Jereboam Beauchamp som gifte sig med Cooke 1824 tog illa vid sig. Beauchamp knivhögg morgonen 7 november 1825 Sharp till döds i hans hem. 
Mordet blev en inspiration för fiktiva verk. Mest känd är pjäsen Politian av Edgar Allan Poe från 1835. Den slutfördes dock aldrig. En annan är Robert Penn Warrens World Enough and Time

## Privatliv
Solomon Sharp föddes den 22 augusti 1787 i Abingdon, Washington County, Virginia. Han var det femte barnet och den tredje sonen u.t. Thomas och Jean (Maxwell) Sharp. Genom "manslinjen" var han barnbarnsbarn till John Sharp, ärkebiskop av York.